# Емельянов, Иван Абрамович
Иван Абрамович Емельянов — председатель колхоза имени К. А. Тимирязева Городецкого района, Герой Социалистического Труда.

## Биография
Родился в 1901 году в деревне Медведково. Член ВКП(б).
В 1912—1962 гг. — батрак, пастух, на работе в Волжском пароходстве, служил в РККА (1922—1924), глава крестьянского хозяйства (1924—1928), председатель Медведковского машинного товарищества «Светлый путь» (1928—1929).
С 1929 г. председатель товарищества по совместной обработке земли, сельскохозяйственной артели, семеноводческого колхоза имени К. А. Тимирязева Городецкого района.
Указом Президиума Верховного Совета СССР от 9 апреля 1949 года присвоено звание Героя Социалистического Труда с вручением ордена Ленина и золотой медали «Серп и Молот» — за получение высоких урожаев: волокна льна-долгунца 6,4 центнера и льносемян 7 центнеров с гектара на площади 10 гектаров.
Избирался депутатом Верховного Совета СССР 3-го, 4-го, 5-го созывов.
Умер 3 сентября 1963 года, похоронен в деревне Устиново. В том же году решением общего собрания колхозников колхоз имени К. А. Тимирязева был переименован в колхоз имени И. А. Емельянова.